# トラキア人

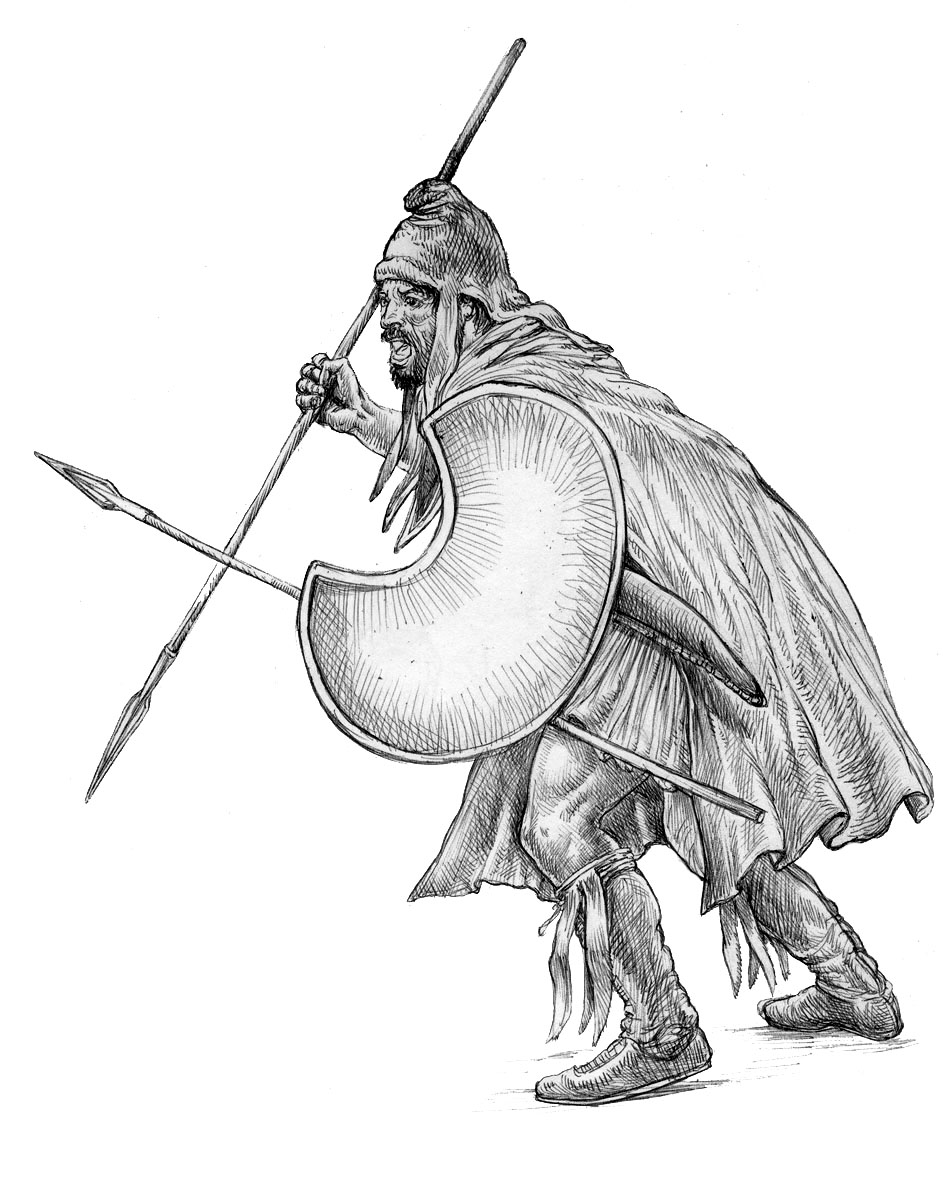
紀元前5–4世紀のトラキア人ペルタストのイラスト

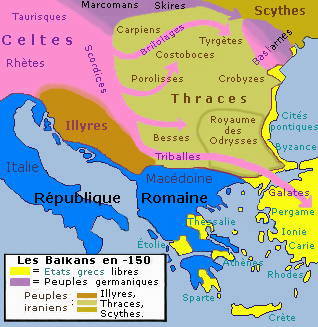
紀元前2世紀ごろの南東ヨーロッパ（表示・凡例は仏語）

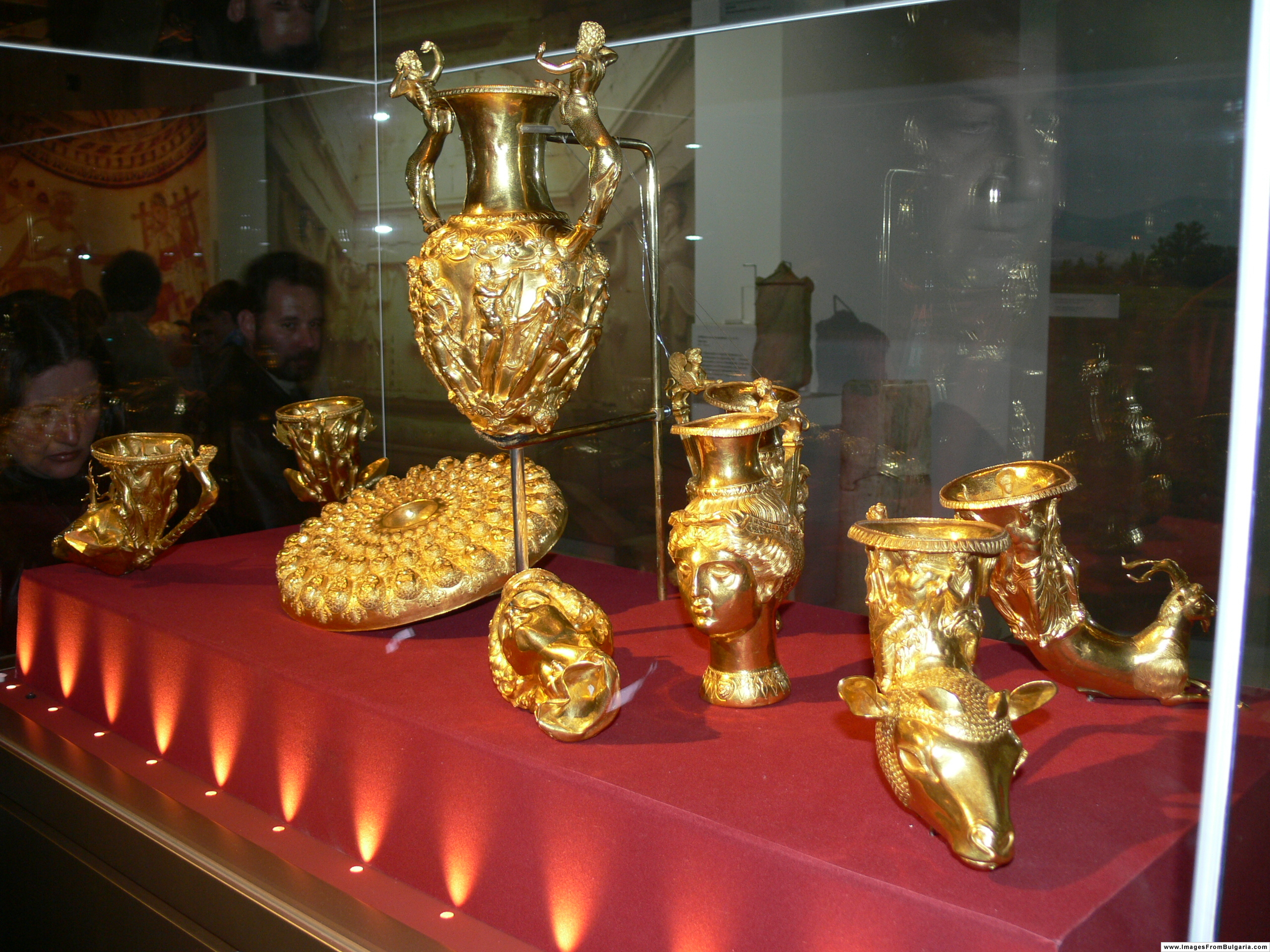
トラキア人の工芸品（ブルガリア）

トラキア人（トラキアじん）は、古代の東ヨーロッパのバルカン半島周辺に住んでいた民族である。インド・ヨーロッパ語族に属するトラキア語を話した。古代ギリシアやローマの文献に現れ、当時のヨーロッパでは有数の人口と勢力を誇っていたとされる。考古学的には多数の精巧な金製品をはじめとする遺物・遺跡を残している。

## 地域
トラキア人はトラキア（現在のブルガリア南部、ギリシア北部、トルコのヨーロッパ部）のほかに、セルビア、マケドニア共和国、モエシア（ブルガリア北部）やビテュニア（アナトリア北西部）にも住んでいた。またドナウ川の北にあたる現在のルーマニア、モルドバ、ウクライナ中西部、ハンガリー・スロバキアの東部にいたダキア人（ギリシア文献に現れるゲタイ人も同じといわれる）も同族とされている。
アナトリアにいたフリュギア人もトラキアから来たとの言い伝えがあるが、これについては関係は不明である。西にはイリュリア人やケルト人が住んでおり、彼らがトラキア人の領域を侵略することもあった。

## 歴史
有史以前については明確ではないが、ブルガリアで紀元前3千年頃の墓などが見つかっており、これが原トラキア人のものと見られる。彼らは新石器時代のヨーロッパ先住民族と青銅器時代初期の原インド・ヨーロッパ民族が融合した（あるいは後者が前者を征服したとの考えもある）民族と考えられる。
トラキア語は比較言語学的にはインド・ヨーロッパ語族に属するが、資料が限られていることもあり、言語から民族系統を明らかにするのは難しい。トラキア人に関する最初の記録は『イリアス』に現れる。ここには、トラキア人がトロイアを支援して戦ったとの話が出てくる。また『オデュッセイア』には、オデュッセウスたちがトロイア戦役から帰還の途中、トラキアを襲った話が出てくる。

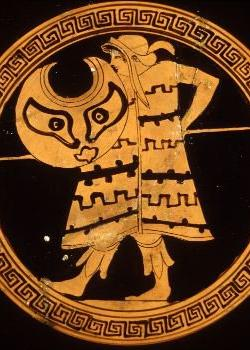
紀元前5世紀のギリシャの花瓶からのトラキアの戦士の描写

本格的に記録に現れるのは紀元前5世紀からである。この頃のトラキア人についてヘロドトスは、人口・勢力ともに有力な民族として記録している。彼の『歴史』には、トラキア人の奇習（火葬、一夫多妻、人身御供、子売りなど）について書かれている。またトラキアではディオニュソス信仰が盛んであったとされ、ディオニュソスはトラキアに由来するとの説もある。
トラキア人は数多くの部族に分かれていたが、紀元前1世紀にブレビスタを王としたダキア王国のように、有力部族が連合して大きな国を作ることもあった。
トラキア人は次第にギリシア文化の影響を受けてギリシア語を公用語・共通語として使うようになり、紀元前3世紀にマケドニア王国がトラキアを征服するとこの傾向はさらに強まった。紀元後1世紀にはローマ帝国に支配され、トラキア人はギリシア化（トラキア）またはローマ化（モエシア、ダキア）された。彼ら独自の言語と文化はギリシア化・ローマ化や度重なる他民族の侵入・支配により消滅した。
ダキア人はローマ化されてヴラフ人（en:Vlachs、10世紀の記録に初めて現れ、ワラキアの語源となる）と呼ばれ、さらに現代のルーマニア人などになった。
ドナウ川の南にいたトラキア人の一部は、6世紀に侵入したスラヴ人によってスラヴ化され、さらにブルガール人に支配され、8 - 10世紀にはブルガリア人となった。

## 考古学
トラキア文化の考古学的研究は第二次大戦後、主としてブルガリア南部で始まった。1960-70年代の発掘調査により、紀元前5世紀から3世紀の多くの墳墓などが発見された。また紀元前5世紀から4世紀の精巧な金・銀製品が多数発掘されており、現在も盛んに発掘調査が行われている。
馬を愛する民族であったようで、墓からは馬の生贄や馬車が見つかっている。
古代ギリシャの歴史家ヘロドトスは、トラキア人の部族について著書『歴史』で以下のように記している。「彼らは子が生まれると、これから身に起こる不幸を数え上げ、悲しみ、涙する。また人の死にあたっては、永遠の幸せを得たとして喜び祝い、土に埋める。」